# Evermannella megalops
Evermannella megalops är en fiskart som beskrevs av Johnson och Glodek, 1975. Evermannella megalops ingår i släktet Evermannella och familjen Evermannellidae. Inga underarter finns listade i Catalogue of Life.